# San Marco (soldato)
Marco (... – 25 ottobre 269) fu un soldato venerato come santo dalla Chiesa cattolica, martire e compatrono di Villasanta.
Secondo il Martirologio Romano, egli faceva parte di un gruppo di 46 soldati romani che durante la persecuzione ordinata dall'imperatore Claudio II vennero condannati a morte perché cristiani. All'arrivo dei carnefici, quattro di loro si fecero avanti e chiesero di essere decapitati per primi: la loro richiesta fu accolta. Marco era uno di essi; gli altri si chiamavano Teodosio, Lucio e Pietro.
I corpi vennero sepolti nelle catacombe di Santa Priscilla, sulla Via Salaria, dove rimasero fino al 1610. In quell'anno i loro resti vennero riesumati e trasferiti a Massa Lubrense. Le ossa di san Marco furono poi spostate una seconda volta nel 1933, quando il cardinale di Milano, il beato Ildefonso Schuster, ne fece dono alla parrocchia di Sant'Anastasia a Villasanta. Qui furono rivestite da una statua di cera, abbigliata con l'uniforme dei soldati romani, e collocate dentro un'urna di cristallo posta sopra l'altare a lui dedicato nella navata destra della chiesa parrocchiale.
Il santo non compare nel Martirologio Romano; a livello locale la sua memoria si celebra il 25 ottobre, anniversario del martirio.